# Gokusai
Gokusai (極彩?) è un album in studio del gruppo musicale giapponese Mucc, pubblicato il 6 dicembre 2006. La prima stampa comprende un secondo disco, con 2 bonus track. Quest'ultime erano anche incluse nel disco singolo dell'edizione europea. L'album raggiunse la posizione n°22 nella classifica Oricon.

## Track listing
1. Rave Circus Instrumental (レイブサーカス instrumental) – 1:42 (musica: Miya)
2. Gokusai (極彩) – 4:30 (testo: Miya – musica: Miya)
3. Nageki no Kane (嘆きの鐘) – 4:00 (testo: Miya – musica: Miya)
4. Utagoe (謡声) – 4:04 (testo: Tatsurou – musica: Satochi)
5. Gekkō (月光) – 3:58 (testo: Miya – musica: Miya)
6. Panorama (パノラマ) – 4:16 (testo: Tatsurou – musica: Satochi)
7. Gerbera (ガーベラ) – 3:50 (testo: Tatsurou – musica: Miya)
8. Risky Drive (リスキードライブ) – 2:58 (testo: Tatsurou – musica: Miya)
9. Kinsenka (キンセンカ) – 4:30 (testo: Satochi – musica: Satochi)
10. D.O.G. (ディーオージー) – 3:09 (testo: Tatsurou – musica: Tatsurou, Miya)
11. Nijūgoji no Yūutsu (25時の憂鬱) – 6:02 (testo: Tatsurou – musica: Miya)
12. Horizont (ホリゾント) – 3:54 (testo: Tatsurou, Miya – musica: Yukke, Miya)
13. Yasashii Uta (優しい歌) – 4:54 (testo: Miya – musica: Miya)
14. Ryūsei (流星) – 4:38 (testo: Tatsurou – musica: Miya)
15. G.M.C (bonus track) – 3:45 (testo: Miya – musica: Miya)
16. Gerbera Surf Ver. (bonus track) – 3:52 (testo: Tatsurou – musica: Miya)